# ده شیرخان
ده شیرخان، روستایی از توابع بخش خنداب شهرستان اراک در استان مرکزی ایران است . زبان مردم این نواحی لری می باشد .

## جمعیت
این روستا در دهستان جاورسیان قرار دارد و براساس سرشماری مرکز آمار ایران در سال ۱۳۸۵، جمعیت آن ۱٬۰۳۴ نفر (۲۸۴خانوار) بوده‌است.